# Росарио Сентраль
«Роса́рио Сентра́ль» (полное название — исп. Club Atlético Rosario Central, испанское произношение: [roˈsaɾjo senˈtɾal]) — один из старейших аргентинских футбольных клубов из города Росарио. Клуб 3 раза становился чемпионом Аргентины и завоевал один международный трофей — Кубок КОНМЕБОЛ в 1995 году. 45 % жителей Росарио болеют за этот клуб.

## История
«Центральный аргентинский железнодорожный атлетический клуб» (англ. The Central Argentine Railway Athletic Club) был основан 24 декабря 1889 года в Росарио английскими рабочими железной дороги. Первым президентом был англичанин Колин Калдер и все члены клуба говорили только по-английски. В 1903 году, когда железные дороги Росарио и Буэнос-Айреса объединились, клуб сменил своё название на общепринятое в Аргентине «Club Atlético Rosario Central».
Первоначальными цветами команды были красный и белый, затем белый и синий, и, наконец, команда пришла к сине-жёлтым цветам, в которых выступает поныне.
В 1939 году вместе с «Ньюэллсом», своим злейшим врагом, «Сентраль» присоединился к Аргентинской Лиге, до того выступая в местной лиге Росарио.
1971 и 1973 годах клуб становился чемпионом Аргентины, дважды выиграв турниры Насьональ. Тренировал команду Карлос Тимотео Григуоль. В 1974 году в клубе появился молодой нападающий Марио Кемпес, впоследствии ставший главной звездой чемпионата мира 1978 года.
Вылетев в 1985 году во Второй аргентинский дивизион, «Росарио Сентраль» триумфально вернулся в элиту, с ходу став чемпионом Аргентины 1986/1987 — один из уникальнейших случаев в истории мирового футбола.
В 1995 году «Сентраль» выиграл Кубок КОНМЕБОЛ — официальный международный турнир, третий по престижности на тот момент после Кубка Либертадорес и Суперкубка (южноамериканский аналог Кубка УЕФА в те же годы).
Всего «Росарио Сентраль» 10 раз принимал участие в розыгрышах Кубка Либертадорес, уступая по этому показателю только «Ривер Плейту» и «Боке Хуниорс».

## Прозвища
- В 1920-е годы «Росарио Сентраль» отказался от серии благотворительных матчей для клиники прокажённых в Росарио. За это они получили прозвище «Негодяи». Согласившиеся участвовать в матчах «Ньюэллс Олд Бойз» получили прозвище «Прокажённые».
- «Железнодорожники» — клуб был основан как железнодорожный.
- «Жёлто-синие» — по цветам клуба.

## Достижения
- Чемпион Аргентины (4): Насьональ 1971, Насьональ 1973, Насьональ 1980, 1986/87
- Вице-чемпион Аргентины (3): Насьональ 1970, Метрополитано 1974, Насьональ 1974, Апертура 1999
- Обладатель Кубка Аргентины (1): 2017/18
- Финалист Кубка Аргентины (3): 2013/14, 2014/15, 2015/16
- Чемпион Аргентины во Втором дивизионе (3): 1942, 1951, 2012/13
- Обладатель Кубка Никасио Вилы (10): 1908, 1914, 1915, 1916, 1917, 1919, 1923, 1927, 1928, 1930
- Обладатель Кубка КОНМЕБОЛ (1): 1995
- Финалист Кубка КОНМЕБОЛ (1): 1998

## Тренеры
- Эмерико Хиршль (1939—1940)
- Дьёрдь Орт (1945)
- Марио Фортунато (1951)
- Уго Баньюло (1965)
- Мануэль Джудиче (1966)
- Мигель Игномирьельо (1967—1969)
- Омар Сивори (1969—1970)
- Анхель Тулио Соф (1970—1971, 1972—1973, 1979, 1980, 1980—1982, 1982, 1986—1987, 1987—1990, 1991, 1995, 1996—1997, 2004, 2005, 2005—2006)
- Альфио Басиле (1976)
- Карлос Аймар (1992)
- Висенте Кантаторе (1993)
- Мигель Анхель Руссо (1997—1998, 2002—2004, 2009, 2012—2014)
- Эдгардо Бауса (1998—2001, 2018—2019)
- Сесар Луис Менотти (2002)
- Виктор Пуа (2004)
- Карлос Искья (2007)
- Густаво Альфаро (2008—2009)
- Рейнальдо Мерло (2009)
- Хуан Антонио Пицци (2011—2012)
- Эдуардо Коудет (2015—2016)
- Паоло Монтеро (2017)

## Известные болельщики
За «Росарио Сентраль» болел знаменитый аргентино-кубинский революционер Эрнесто Че Гевара, а также Сесар Луис Менотти, бывший игрок клуба, впоследствии приведший в качестве тренера сборную Аргентины к первому титулу чемпиона мира в 1978 году.